# Crisis de la mediana edad
La crisis de la mediana edad es un término para describir a un periodo de cuestionamiento personal, que comúnmente ocurre al alcanzar la mitad de la edad que se tiene como expectativa de vida. La persona siente que ha pasado la etapa de su juventud. En ocasiones, las transiciones que se experimentan en estos años, como el envejecimiento en general, la menopausia, el fallecimiento de un ser querido en el pasado, o el abandono de un familiar directo, por sí solas, pueden disparar tal crisis.
En cualquier caso, no es una enfermedad; sino una fase personal, que se puede vivir con mayor o menor intensidad. Es indispensable entender lo temporal de la crisis.

## Resultados de investigación
Las investigaciones académicas realizadas desde la década de 1990 rechazan la noción de la crisis de la mediana edad como una fase que experimenta la mayoría de los adultos. En un estudio, menos del 10% de las personas había presentado crisis psicológicas por causa de su edad o de su envejecimiento. Se cree que el tipo de personalidad y tener un historial de crisis psicológicas anteriores predispone a algunas personas a experimentar esta "tradicional" crisis de la mediana edad.
Muchos adultos de la mediana edad experimentan cambios mayores en su vida que pueden provocar un período de tensión psicológica, tales como el fallecimiento de un ser querido o un revés profesional. Sin embargo, tales eventos pudieron haber ocurrido antes o después en la vida y, aunque hubieran provocado una «crisis», no necesariamente es de la mediana edad. En el mismo estudio, el 15% de los adultos de la mediana edad experimentaron este tipo de cambios.
Diversos estudios identifican en cualquier caso una "curva de la felicidad" a lo largo de la vida, en forma de U, cuyo punto más bajo se situaría en torno a los 45-50 años de edad. Basándose en distintas encuestas de felicidad y satisfacción con la vida, la juventud y la vejez se revelan como períodos de relativa felicidad, mientras que la edad mediana presenta los valores más bajos.
Otros estudios indican que algunas culturas pueden ser más sensibles a este fenómeno que otras. Un estudio encontró que existen pocas pruebas de que las personas de las culturas japonesa o india suelan pasar por las crisis de mediana edad, por lo que surge la duda de si la crisis de mediana edad es más bien un asunto cultural. Los autores presentan la hipótesis de que el "culto a la juventud" en las sociedades occidentales ha contribuido a la popularidad del concepto de crisis de la mediana edad en la región.
Los investigadores han encontrado que la mediana edad es a menudo un tiempo de reflexión y revaloración, pero no siempre viene acompañada por los trastornos psicológicos que popularmente se relacionan con la "crisis de la mediana edad".

## Causas
Una crisis de la mediana edad puede ser causada por el envejecimiento mismo o por el envejecimiento en combinación con otros factores conflictivos o problemáticos: 
- Trabajo o profesión

- Problemas de pareja
- Ambiciones vitales no cumplidas

- Adolescencia/madurez de los hijos

- Vejez o muerte de los padres

- Cambios físicos relacionados con el envejecimiento

La crisis de la mediana edad parece afectar de manera diferente a los hombres y a las mujeres. Los investigadores han propuesto que los disparadores de las crisis de la mediana edad son diferentes para cada sexo, ya que las crisis masculinas tienen más probabilidad de ser provocadas por asuntos relacionados con el trabajo.
Algunos sostienen la hipótesis de que otra causa de las crisis masculinas es la inminente menopausia de su pareja y, por ende, el final de su capacidad reproductiva.

## Características
Se dice que las personas que experimentan una crisis de la mediana edad presentan una o más de las siguientes tendencias: 
- Búsqueda de un sueño o meta indefinido
- Un profundo remordimiento por las metas no alcanzadas
- Deseo de lograr la sensación de juventud.
- Deseos de pasar más tiempo solo.

Se ha señalado también que pueden exhibir algunos de estos comportamientos: 
- Abuso en el consumo de alcohol
- Consumismo o adquisición de artículos caros o extraños.
- Demasiada atención a su apariencia física.
- Actitudes y acciones atípicas de la persona.
- Comportamientos impropios de su personalidad.
- Pensamientos y sentimientos confusos.
- Tendencia a la infidelidad.

El enfoque que cada persona le dé a este período de crisis podrá resultar positivo o no de acuerdo a los cambios que decida realizar sobre sí mismo. El solo hecho de realizar una autoevaluación de todo lo vivido hasta el momento no tiene porqué ser algo preocupante, de hecho, tal vez sería sano realizarlo en las distintas edades y etapas de la vida.

## Fundamentos teóricos
Aunque la crisis de mediana edad ha recibido más atención en la cultura pop que en las investigaciones serias, existen algunas interpretaciones teóricas que apoyan dicho concepto. La teoría jungiana sostiene que la crisis de la mediana edad es clave para la individualización, un proceso de autoactualización y autoconsciencia que contiene muchas paradojas potenciales. Aunque Carl Jung no describió la crisis de la mediana edad per se, la integración del pensamiento, sensaciones, sentimientos e intuición en la mediana edad que él describe podría, al parecer, llevar a un estado de confusión sobre la forma en la que se ha vivido la vida hasta entonces y las metas que ha tenido. Posteriormente, Erik Erikson sostuvo que en la séptima etapa de la vida, que es la edad adulta media, la gente lucha por encontrar significado y propósito para sus vidas. Tal cuestionamiento, consideró, podría llevar a lo que se conoce como crisis de la mediana edad, el no saber manejar esta crisis lleva comúnmente a la toma de malas decisiones, llevando a una posterior crisis depresiva por arrepentimiento.

## Críticas
Algunos autores han desafiado la existencia de una crisis de la mediana edad. Un estudio reveló que el 23% de los participantes había experimentado lo que llamaron una «crisis de la mediana edad», pero al investigar más a fondo, solo un tercio de ellos -8% del total- dijo que la crisis había estado relacionada con su comprensión sobre el envejecimiento.
El 15% de los participantes en el estudio había tenido experiencias de vida o transiciones serias, como un cambio de residencia o la pérdida de su trabajo en la mediana edad y las describió como «crisis de la mediana edad». Aunque no hay duda de que estas situaciones pueden ser traumáticas, ya que las reacciones ante estas pueden ser difícil de distinguirse de una depresión, estos problemas no son exclusivos de la mediana edad y no están relacionados con los años de vida.
Los investigadores Carolyn Alwin y Michael Levenson, de la Universidad de California - Davis, presentaron la siguiente apreciación sobre la crisis de la mediana edad en un artículo publicado en el año 2001:
Costa y McCrae (1980) encontraron pocas evidencias de un incremento en el nivel de neurosis durante la mediana edad. Aunque sí encontraron que algunas personas eran propensas a experimentar dichas crisis, no eran solo en la mediana edad, sino que también habían tenido crisis a los veintitantos, y a los treinta y tantos años de edad. 
Robinson, Rosenberg, y Farrell (1999) entrevistaron repetidamente a 500 personas. Al hablar sobre su período de la mediana edad, fue evidente que, aunque no necesariamente la consideraron como una época de crisis, sí la calificaron como "un tiempo de revaluación".
Al hacer su revisión sobre la crisis de la mediana edad, Alwin y Levenson constataron que 

«... Dada la cantidad de datos, es probable que, para la mayoría, la mediana edad sea una época tribulacion, pero pasajera. Sin embargo, para una cierta proporción, el paso de la juventud a la senectud no es del todo tranquilo»

. Encontraron un patrón similar al revisar las investigaciones sobre lo que comúnmente se cree que son los disparadores de las crisis de la mediana edad en las mujeres: hijos que dejan el hogar paterno y las obligaciones de cuidar a los padres y a los hijos. La mayoría de las mujeres pasaron por dichos períodos sin una "crisis" psicológica traumática. 
 
La persistente popularidad del concepto de crisis de la mediana edad puede explicarse por otro hallazgo de Robinson et al. Como lo resumen Alwin y Levinson: 

«... los hombres más jóvenes, ahora "baby boomers" en su mediana edad, aplicaron el término 'crisis de la mediana edad' para describir casi cualquier revés que experimentaban, ya fuera en su carrera o en su vida familiar».

Los hallazgos de Levinson fueron investigación sobre la posible existencia de una crisis de la mediana edad y sus implicaciones. Mientras que Levinson (1978) encontró que el 80% de los participantes de mediana edad había tenido una crisis, y Ciernia (1985) reportó que el 70% de los pacientes de mediana edad declararon haber tenido una crisis (Shek, 1996) otros no pudieron confirmar dichos hallazgos, incluyendo Shek (1996), Kruger (1994), y McCrae y Costa (1990). El debate sobre si hay o no una crisis de la mediana edad se está respondiendo a través de investigaciones más recientes que intentan equilibrar dichas nociones como sesgos en las respuestas y efectos de los participantes a fin de establecer una validez interna. La investigación antes mencionada no apoya el modelo de Levinson de una sola edad a mediados de la vida que pueda ser designada como una época de transición y "crisis" potencial.  
En su mayor parte, los investigadores sobre el Desarrollo Positivo de los Adultos han encontrado mejoría o estancamiento en el peor de los casos, para la mayoría de la población.

## Recomendaciones
- Buscar ayuda profesional.
- No tomar ninguna decisión trascendental (en el 96% de los casos se registró fuertes crisis de arrepentimiento).
- Evitar hacer cosas que normalmente no haría.
- Medir milimétricamente cada acción y las subsecuentes consecuencias.
- Meditar sobre lo que realmente se desea y siempre se ha deseado.
- Plantearse metas factibles.
- Separar la realidad de la fantasía (una cosa es lo que se desea momentáneamente y otra cosa es lo es realmente conveniente).
- Entender lo temporal de la crisis.
- Mantener a los seres queridos cerca (padres, pareja, hermanos, hijos y amigos).
- Si se tiene pareja, mantener una comunicación fluida y constante con ella.
- Dar el justo valor e importancia que las personas realmente merecen (estas crisis pueden confundirnos mucho).
- Mantener calma y paciencia hasta que pase la crisis.

## La crisis de la mediana edad en ficción
Cine
- The Seven Year Itch, película de 1955 protagonizada por Marilyn Monroe y Tom Ewell.
- City Slickers, película de 1991 protagonizada por Billy Crystal, Bruno Kirby y Daniel Stern.
- Los puentes de Madison, película de 1995, protagonizada por Clint Eastwood y Meryl Streep, dirigida por Eastwood.
- Box of Moon Light, película de 1996 protagonizada por John Turturro, Sam Rockwell y Catherine Keener.
- American Beauty, película de 1999 protagonizada por Kevin Spacey y Annette Bening .
- Lost in Translation, película de 2003 protagonizada por Bill Murray y Scarlett Johansson, dirigida por Sofia Coppola.
- Archipelago, película de 2010 protagonizada por Tom Hiddleston.

Televisión
- Ass Burgers, episodio de la serie animada South Park.
- Brian in love, episodio de la serie Family Guy.
- Lrrreconcilable Ndndifferences, episodio de la serie Futurama.
- Neighbours, serial televisiva australiana.
- You're Getting Old, episodio de la serie animada South Park.

Literatura
- Cartagena, novela de Claudia Amengual (2015).
- Carta a una desconocida, spoken word-poema de Ezequiel D'León Masís (2016).

Música
- Midlife Crisis, canción de la banda Faith No More.
- You Can Call Me All canción de Paul Simon, proveniente del célebre álbum Graceland.
- State of Confusion, álbum de estudio de la banda británica The Kinks de 1983.
- The Pros and Cons of Hitch Hiking, álbum conceptual de Roger Waters de 1984.

Videojuegos
- Los Sims, videojuego de simulación, con el pack de expansión Los Sims 3: ¡Menuda Familia! y Los Sims 4: Creciendo en Familia.